# Tina Díaz
Faustina Díaz Azcona (Logroño, 1942), más conocida como Tina Díaz, es una escritora española. Ha publicado las novelas Transición (1989) y Transacción (2004). 

## Biografía
Tina Díaz nació en Logroño el 9 de noviembre de 1942. En los años 70 publicó alguno de sus cuentos en la revista El Urogallo y también colaboraba con el periódico Informaciones. En 1989 se publicó su primera novela Transición y más tarde, en 2004 apareció su segunda novela Transacción. Actualmente reside en Madrid, donde continúa escribiendo. Es la esposa del exministro de Justicia Enrique Múgica Herzog y madre del también novelista Daniel Múgica.

## Obra publicada
Tina Díaz es la autora de la saga Historia de lágrimas o Les femmes maîtrisantes, ("Saga de las mujeres heridas"), conformada por ocho novelas de las cuales han sido publicadas solamente las dos primeras: Transición, (1989) y Transacción, (2004). De su tercera novela, Tiramisú, todavía inédita, ha salido publicado en 2005 el cuarto capítulo en la revista literaria Fábula, en una Antología de narrativa de La Rioja. Tras la publicación de su primera novela el historiador Raymond Carr declaró que había entendido puntos clave de la Transición española con la lectura de la ópera prima de Díaz.
- Transición. Colección Fábula (1ª edición). Planeta. 1989. ISBN 978-84-320-8888-9.
- Transacción. Colección Nueva biblioteca, N° 86 (1ª edición). Lengua de Trapo. 2004. ISBN 978-84-96080-25-6.